# KEduca
KEduca é um software livre (GPL) educacional para criação e edição de questionários  integrante do ambiente desktop KDE. Ele inclui um módulo para construir e salvar novos testes e outro para carregar e executar os testes salvos. Para elaborar um exame, incluem-se questões. Imagens podem ser incluídas nas questões, que podem ter respostas múltiplas, com pontuações diferentes, bem como um limite de tempo. Não há testes finalizados quando o usuário baixa o programa.
O programa foi abandonado quando do lançamento do KDE 4 devido à falta de um mantenedor.